# What's Anna
What's Anna è una sitcom per ragazzi prodotta da DeA Kids che deriva dalla serie New School. La serie debutta su DeA Kids il 30 novembre 2020.  

## Trama
Anna ha bisogno di guadagnare dei soldi e quindi decide di mettere in affitto la sua spaziosa camera da letto pensando di realizzare un grande profitto. In realtà la cosa le porterà solo guai.
Anna infatti si trova a dividere la sua stanza con chiunque: studenti della McGaffin, amici, nemici, parenti fastidiosi, Vivien che vuole aprire l'ennesimo salone di bellezza, Spencer che non sa dove andare in vacanza e Rudy, costantemente in visita.
Tra entra ed esci, liti per invasioni di campo, condivisione di problemi e di dubbi, in ogni episodio Anna deve confrontarsi con sfide quotidiane che risolve grazie alla sua furbizia e all'aiuto dei suoi amici Nick, Rudy e Alice.

### Prima stagione
Anna risolve i problemi delle ragazze dando consigli, o almeno tentando di farlo.

### Seconda stagione
Anna è nuovamente alle prese con i bizzarri ospiti della sua camera da letto in affitto, con il suo gruppo di amici storici, la sua eccentrica madre Angelica e il suo fratellino Ricky.

## Episodi
| Stagione         | Episodi | Prima TV originale (DeaKids) |
| ---------------- | ------- | ---------------------------- |
| Prima stagione   | 22      | 2020                         |
| Seconda stagione | 22      | 2021                         |

## Personaggi e interpreti
- Anna (st.1-2), interpretata da Cloe Romagnoli.
- Nick (st.1-2), interpretato da Matteo Valentini.
- Rudy (st.1-2), interpretato da Edoardo Tarantini.
- Justin (st.1-2), interpretato da Diego Delpiano.
- Vivien (st.1-2), interpretata da Noemi Brazzoli.
- Alice (st.1-2), interpretata da Alice Papes.
- Tim e Tom (st.1-2), interpretati da Andrea e Paolo Castronovo.
- Mr. Spencer (st.1-2), interpretato da Alberto Torquati.
- Miss Mastermind (st.1-2), interpretata da Federica Fabiani.
- Charlotte (st.1-2), interpretata da Nicole Di Julio.